# 巫王 (小说)
《巫王》是玛莎·威尔斯于2023年发表的奇幻小说。这是作者近十年来首部奇幻作品，此前她以系列科幻小说《杀器日记》闻名。
该书曾获2024年轨迹奖最佳奇幻小说奖，并入围雨果奖与星云奖决选名单。

## 情节
故事发生在恶魔栖息的地下世界"幽土"与人类居住的"明土"共存的世界。游牧民族萨雷迪族与恶魔达成契约，允许他们附身于刚去世族人的遗体。人类与恶魔结合会诞生具有特殊能力的女巫。
风魔凯-恩纳寄居在肯特德萨部族。表姐阿德尼遭怪物杀害，预示"统御者"即将入侵。统御者麾下的秘法师关闭幽土通道，切断了恶魔与故乡的联系。他们联合"不朽圣族"征服大陆，将包括凯在内的战俘囚禁在夏宫。
战俘中的本奈斯-阿里克城邦王子巴沙萨·卡利斯策划起义。他联合女巫齐德、叛变的不朽圣族战士塔伦及其兄长达辛，成功解救囚犯并击杀统御者。凯在混乱中强行占据秘法师躯体，遭到包括表亲阿尔恩-内法在内的魔族唾弃。起义促成"新世盟约"建立，巴沙萨重登王位。
凯从囚禁中苏醒，反杀试图契约他的秘法师，意识转移新躯后救出同伴齐德与流浪儿桑贾。发现塔伦失踪，凯怀疑现任王子巴沙·卡利斯参与阴谋。
逃亡途中得到王子亲卫拉玛德协助，揭露尼恩特-阿里克城邦企图取代本奈斯-阿里克领导地位的阴谋。众人前往夏宫废墟寻找追踪石，遭遇投靠敌方的阿尔恩-斯特拉斯（即阿尔恩-内法）。激战后获得追踪石，并发现达辛被困废墟。
最终真相大白：巴沙为巩固统治地位，故意放任政敌实施抓捕计划，通过中毒使凯等人被俘，再揭发阴谋提升本城威望。拉玛德实为双面间谍。凯暗中瓦解本奈斯-阿里克的国际支持，促使盟约体系重组为平等城邦联盟。众人用追踪石救出被不朽圣族囚禁的塔伦，粉碎政变阴谋，齐德与妻子终得团圆。

## 反响
作家阿迈勒·艾尔-莫塔在《纽约时报》上撰文，将《巫王》列为2023年十大最佳科幻奇幻小说之一。她评价这部作品"沉浸式地回溯了1990年代奇幻大部头作品的经典风格，以永生族群间惊心动魄的权谋纷争构建史诗感"。
Tor.com上发表亚历克斯·布朗的评论称称小说"充满挑战性、令人身临其境且格局恢弘"，赞赏作品中酷儿身份的自然呈现，以及威尔斯"从宏观到微观的精妙描写"。布朗指出，部分读者可能会因"威尔斯未详尽交代世界历史背景，或未完整串联主角凯在草原的过往、暴君统治的兴衰与战后世界重建之间的具体事件"而感到遗憾，但他认为"这些历史脉络的细节并不重要，关键在于角色们如何规划未来"。
《出版人周刊》评论认为，"威尔斯描写机器人时熟练使用干练、务实的文风，反而使真人角色们难以使人共情"，但高度肯定了作品对性别与性取向议题的处理，以及"以人类学家的严谨态度构建多元文化"的笔触。
《轨迹》杂志书评人阿德里安娜·马蒂尼指出"威尔斯在开篇密集铺陈凯的世界的各个组成部分，令读者难以迅速厘清人物关系网，甚至产生这或许是系列第二部的错觉"。她虽称赞作品中"极具想象力的场景描摹"与角色间的情感张力，但认为整体情节过于晦涩难解。